# هاینریش کیپرت

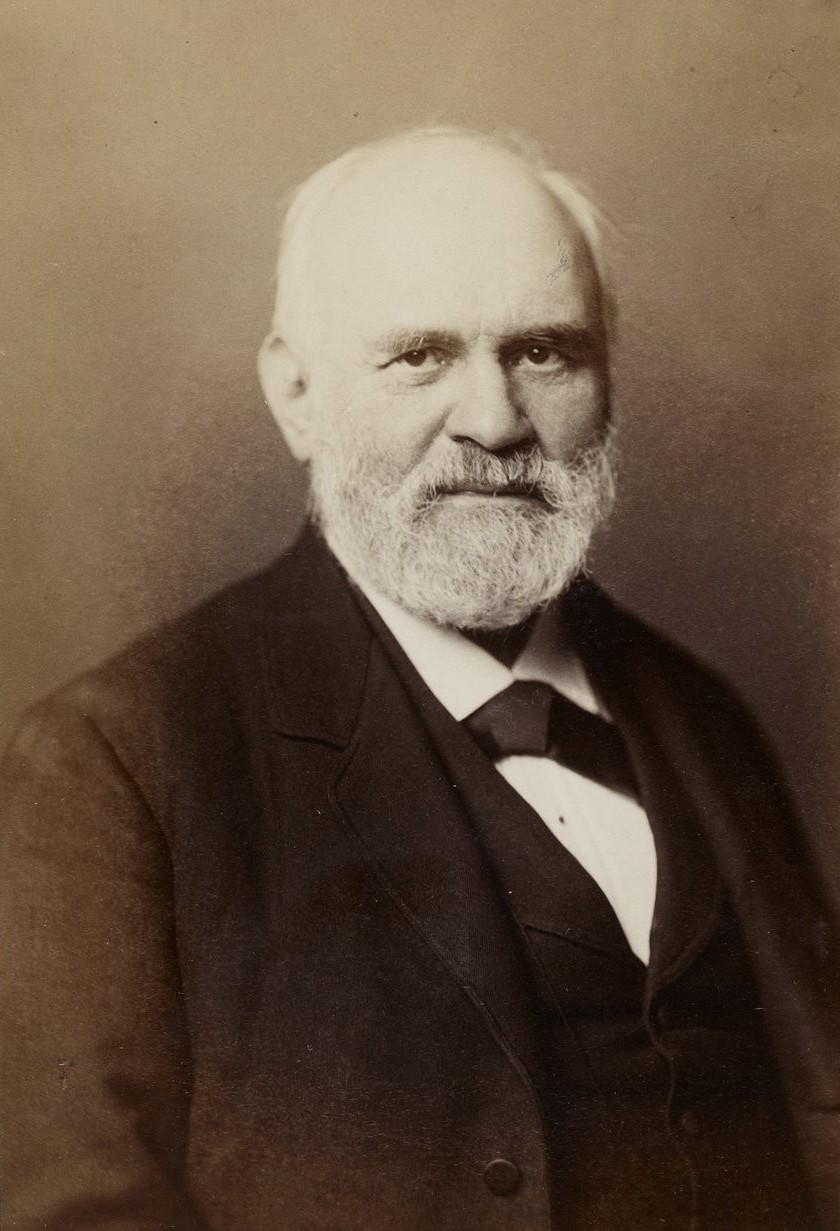
هاینریش کیپرت

هاینریش کیپرت (۳۱ ژوئیه ۱۸۱۸–۲۱ آوریل ۱۸۹۹) جغرافی‌دان و طراح آلمانی بود. کیپرت در برخی از آثار نیکولای ولادیمیروویچ خانیکوف با او همکاری کرده‌است.
کیپرت در سال ۱۸۱۸ در برلین آلمان متولد شد. او در جوانی با خانواده خود مکرراً سفر می‌کرد و سفرهای خود را با نقاشی ثبت می‌کرد. خانواده او با لئوپولد فون رانکه دوست بودند، که الهام بخش تلاش‌های خلاقانه کیپرت بود. کیپرت توسط آگوست مینکه در مدرسه آموزش داده شد. او در رشته تاریخ، فلسفه و جغرافیا تحصیل کرد.